# 歐威
歐威（1937年9月16日—1973年12月1日），本名黃煌基，台南人，台灣的電影演員。

## 生平
歐威於1937年出生在台灣臺南州新化郡新化街（今臺南市新化區），高中畢業後即進入影壇，曾擔任過華興片廠場記、攝影助理等工作。1955年主演台語片《青山碧血》，劇中角色之名「歐威」也自此成為藝名。1959年，以《金山奇案》獲得首屆台語影展的最佳男配角獎。1961年，歐威轉演國語片，1963年歐威成為中影基本演員。
1965年，歐威以《養鴨人家》獲得亞洲影展最佳男配角獎。分別以《故鄉劫》（1967年）及《秋決》（1972年）獲得兩屆金馬獎最佳男主角獎。
1973年完成自製、自導、自演的電影《大通緝令》，但在同年的12月1日因腎臟病去世。

## 作品

### 演員
- 《青山碧血》（1957年）
- 《金山奇案》（1958年）
- 《血戰噍吧哖》（1958年）
- 《何時出頭天》（1958年）
- 《無膽英雄》（1958年）
- 《可憐的淑英》（1959年）
- 《颱風》（1962年）
- 《礦山風雲兒》（1962年）
- 《父累子》（1963年）
- 《黑夜到黎明》（1963年）
- 《約會八點半》（1963年）
- 《八十八號情報員》（1964年）
- 《義犬救子》（1964年）
- 《情人石》（1964年）
- 《桂花樹之戀》（1964年）
- 《蚵女》（1964年）
- 《養鴨人家》（1964年）
- 《寶島鐘聲》（1965年）
- 《遊俠四金剛》（1965年）
- 《苦兒逃亡記》（1965年）
- 《地獄新娘》（1965年）（The Bride Who Has Returned from Hell）－導演：辛奇，演員：金玫、柯俊雄、歐威、柳青、金塗，戴佩珊、小惠、郭夜人、丁香[1]
- 《夫婦之道》（1965年）
- 《金門之戀》（1965年）
- 《遊俠四金剛》(續集)（1965年）
- 《遊俠四金剛》(完結篇)（1965年）
- 《女通緝犯》（1965年）
- 《生死戀》（1966年）
- 《難忘的愛人》（1966年）
- 《十千金》（1966年）
- 《國際女間諜》（1966年）
- 《山賊》（1966年）
- 《故鄉劫》（1966年）
- 《冰點》（1966年）
- 《地獄遊俠》（1966年）
- 《天倫淚》（1966年）
- 《生死門》（1966年）
- 《諜報員海棠紅》（1966年）
- 《虎咬虎》（1966年）
- 《春遲》（1967年）
- 《紫貝殼》（1967年）
- 《紅花俠女》（1968年）
- 《落花時節》（1968年）
- 《青龍鎮》（1968年）
- 《大遊俠》（1968年）
- 《珊瑚》（1968年）
- 《壯志凌雲》（1969年）
- 《玻璃眼球》（1969年）
- 《南刀北劍》（1969年）
- 《真假濟公》（1969年）
- 《紫金鏢》（1969年）
- 《揚子江風雲》（1969年）
- 《今天不回家》（1969年）
- 《蓋世刀王》（1969年）
- 《情人的眼淚》（1969年）
- 《福祿壽》（1969年）
- 《一封情報百萬兵》（1970年）
- 《喜怒哀樂》（1970年）
- 《十八羅漢》（1970年）
- 《高山青》（1970年）
- 《無敵刀王》（1970年）
- 《當你離家時》（1970年）
- 《虎牙山》（1970年）
- 《我要結婚》（1970年）
- 《家在台北》（1970年）
- 《胭脂虎》（1970年）
- 《警告逃妻》（1970年）
- 《母與女》（1971年）
- 《妙極了》（1971年）
- 《騙術大王》（1971年）
- 《愛情一二三》（1971年）
- 《金劍冤魂》（1971年）
- 《緹縈》（1971年）
- 《歡天喜地》（1971年）
- 《神威寶刀》（1971年）
- 《大地龍蛇》（1971年）
- 《珠光寶氣》（1972年）
- 《可恨的人》（1972年）
- 《秋決》（1972年）
- 《春暉》（1972年）
- 《江湖女兒》（1972年）
- 《天下一大笑》（1972年）
- 《風從哪裡來》（1972年）
- 《洪門兄弟》（1972年）
- 《盲俠女》（1972年）
- 《黑旋風》（1972年）
- 《血濺虹橋》（1973年）
- 《神祕女郎白如霜》（1973年）
- 《鐵娃》（1973年）
- 《黑道行》（1973年）
- 《烈日當空》（1973年）
- 《亡命天涯》（1974年）
- 《大三元》（1974年）
- 《蕾絲的故事》（1974年）
- 《婚姻大事》（1974年）
- 《杯酒高歌》（1974年）
- 《大通緝令》（1975年）

### 導演
- 《大通緝令》（1975年）

## 榮譽
- 1957年，第一屆台語影片金馬獎最佳男配角。《金山奇案》
- 1964年，美國獨立製片人協會「最具前途影星金武士獎」。《蚵女》
- 1965年，第五屆亞洲影展金禾獎最佳男配角。《養鴨人家》
- 1967年，第五屆金馬獎最佳男主角。《故鄉劫》

- 1972年，第十屆金馬獎最佳男主角。《秋決》
- 1982年，第十九屆的金馬獎「懷念獎」。(由歐威遺孀代領)
- 1993年，第三十屆金馬獎票選之「金馬三十風雲人物」。

## 外部連結
- 歐威寫真館 （页面存档备份，存于）
- 歐威在互联网电影资料库（IMDb）上的資料（英文）
- 在AllMovie上歐威的頁面（英文）
- 歐威在香港影庫上的簡介
- 歐威在豆瓣上的资料（简体中文）
- 歐威在时光网上的簡介（简体中文）
- 2011-07-11《永遠的硬漢－歐威》 （页面存档备份，存于）